# Осуми (река)
О́суми (алб. Osumi) — река в Албании. Сливаясь с рекой Деволи в области города Кучова в одноимённом округе в области Берат, образует реку Семани. Берёт начало на западных склонах хребта Грамос. Течёт в северо-западном направлении через каньон Осуми, мимо городов Чоровода и Берат. Длина реки 157 километров. Площадь водосбора около 2000 квадратных километров, средняя высота водосборного бассейна 828 метров над уровнем моря.

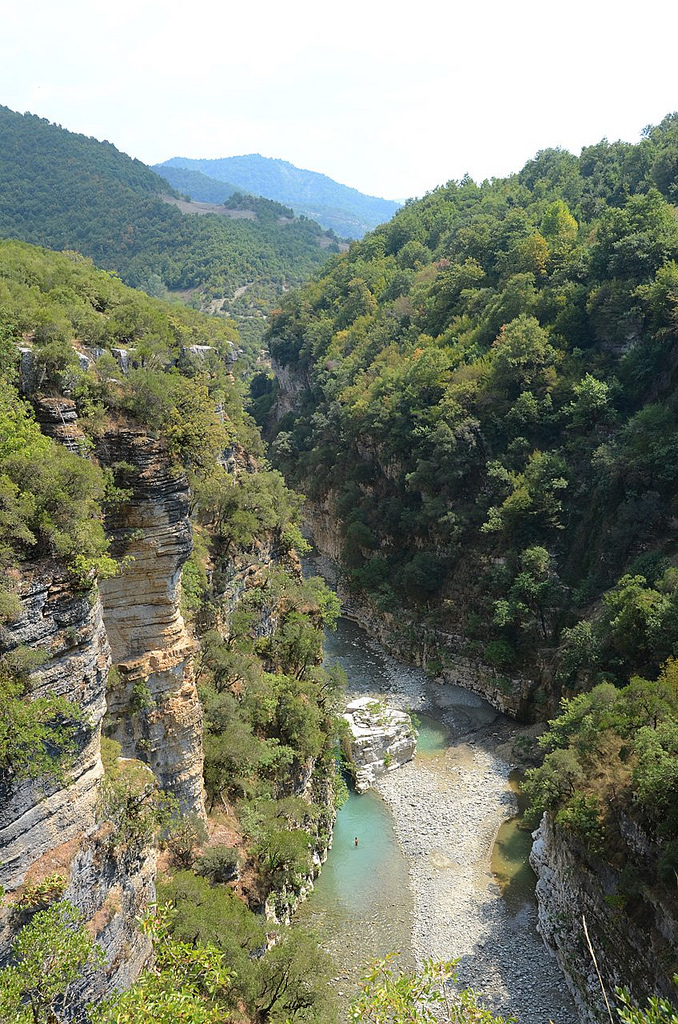
Каньон Осуми в округе Скрапари

В античное время река Семани и её приток Осуми были известны как река Апс (др.-греч. Ἄψος, лат. Apsus). Гай Юлий Цезарь часто упоминает реку Апс в своём сочинении «Записки о гражданской войне» о гражданской войне в Древнем Риме 49—45 годов до н. э.. На левом берегу реки близ устья некоторое время находился лагерь Цезаря, а на правом — Помпея.
Средний расход воды составляет 20 кубических метров в секунду и общее количество переносимого водой рыхлого (нерастворимого) материала составляет 3,5 × 106 тонн/год.
Река имеет большое значение с военной точки зрения, потому что долина Осуми является естественным проходом из Македонии и Эпира к Адриатическому морю. По этой причине долина представляла собой регион военных действий во всех войнах от иллирийских войн до итало-греческой войны 1940—1941 годов.